# Jonathan Stark
Jonathan Stark (ur. 3 kwietnia 1971 w Medford) – amerykański tenisista, reprezentant w Pucharze Davisa, zwycięzca French Open 1994 w grze podwójnej i Wimbledonu 1995 w grze mieszanej, lider rankingu ATP deblistów.

## Kariera tenisowa
Jako zawodowy tenisista występował w latach 1991–2001. Na kortach zarobił łącznie 3 220 867 dolarów amerykańskich.
W grze pojedynczej wygrał 2 turnieje rangi ATP World Tour oraz uczestniczył w 1 finale.
W 1992 roku wygrał swój pierwszy deblowy tytuł ATP World Tour, w Wellington grając wspólnie z Jaredem Palmerem. W 1994 roku awansował do finału wielkoszlemowego Australian Open (z Byronem Blackiem). W meczu o tytuł mistrzowski przegrał z parą Jacco Eltingh–Paul Haarhuis 7:6, 3:6, 4:6, 3:6. W tym samym roku Amerykanin odniósł swój największy w karierze sukces, wygrywając French Open. W finale pokonał 6:4, 7:6 parę Jan Apell–Jonas Björkman. Partnerem deblowym Amerykanina był Byron Black. W sezonie 1997 wygrał razem z Rickiem Leachem ATP World Tour World Championships. Ostatnie deblowe zwycięstwo w turnieju rangi ATP World Tour Stark odniósł w 2001 roku w Long Island, partnerując Kevinowi Ullyettowi. Łącznie Stark odniósł 19 zwycięstw oraz osiągnął 21 finałów rozgrywek ATP World Tour.
W 1995 roku Stark został mistrzem Wimbledonu w grze mieszanej. Razem z Martiną Navrátilovą pokonali duet Gigi Fernández–Cyril Suk 6:4, 6:4.
Amerykanin reprezentował swój kraj w Pucharze Davisa. Najlepszym jego wynikiem jest dojście do finału imprezy w 1997 roku. Rywalami Stanów Zjednoczonych w ostatniej fazie rozgrywek byli Szwedzi, którzy wygrali konfrontację 5:0. Stark swoje obydwa mecze przegrał, zarówno w grze pojedynczej, jak i podwójnej.
Najwyżej sklasyfikowany wśród singlistów był w lutym 1994 roku, będąc na 36. pozycji, a wśród rankingu deblistów był liderem w sierpniu 1994 roku. Na szczycie listy gry podwójnej utrzymywał się łącznie przez 6 tygodni.

### Finały w turniejach ATP World Tour
| Legenda                                      |
| -------------------------------------------- |
| Wielki Szlem                                 |
| Igrzyska olimpijskie                         |
| Tennis Masters Cup / ATP Finals              |
| ATP Masters Series / ATP Tour Masters 1000   |
| ATP International Series Gold / ATP Tour 500 |
| ATP International Series / ATP Tour 250      |

#### Gra pojedyncza (2–1)
| Końcowy wynik | Nr | Data                 | Turniej  | Nawierzchnia    | Przeciwnik     | Wynik finału |
| ------------- | -- | -------------------- | -------- | --------------- | -------------- | ------------ |
| Finalista     | 1. | 14 czerwca 1992      | Rosmalen | Trawiasta       | Michael Stich  | 4:6, 5:7     |
| Zwycięzca     | 1. | 17 października 1993 | Bolzano  | Dywanowa (hala) | Cédric Pioline | 6:3, 6:2     |
| Zwycięzca     | 2. | 6 października 1996  | Singapur | Dywanowa (hala) | Michael Chang  | 6:4, 6:4     |

#### Gra mieszana (1–0)
| Końcowy wynik | Nr | Data         | Turniej           | Nawierzchnia | Partnerka           | Przeciwnicy              | Wynik finału |
| ------------- | -- | ------------ | ----------------- | ------------ | ------------------- | ------------------------ | ------------ |
| Zwycięzca     | 1. | 8 lipca 1995 | Wimbledon, Londyn | Trawiasta    | Martina Navrátilová | Gigi Fernández Cyril Suk | 6:4, 6:4     |

#### Gra podwójna (19–21)
| Końcowy wynik | Nr  | Data                 | Turniej                        | Nawierzchnia    | Partner             | Przeciwnicy                         | Wynik finału        |
| ------------- | --- | -------------------- | ------------------------------ | --------------- | ------------------- | ----------------------------------- | ------------------- |
| Zwycięzca     | 1.  | 5 stycznia 1992      | Wellington                     | Twarda          | Jared Palmer        | Michiel Schapers Daniel Vacek       | 6:3, 6:3            |
| Finalista     | 1.  | 16 sierpnia 1992     | Cincinnati                     | Twarda          | Patrick McEnroe     | Todd Woodbridge Mark Woodforde      | 3:6, 6:1, 3:6       |
| Finalista     | 2.  | 4 października 1992  | Brisbane                       | Twarda (hala)   | Patrick McEnroe     | Steve DeVries David Macpherson      | 4:6, 4:6            |
| Zwycięzca     | 2.  | 11 października 1992 | Sydney                         | Twarda (hala)   | Patrick McEnroe     | Jim Grabb Richey Reneberg           | 6:2, 6:3            |
| Finalista     | 3.  | 7 lutego 1993        | San Francisco                  | Twarda (hala)   | Patrick McEnroe     | Scott Davis Jacco Eltingh           | 1:6, 6:4, 5:7       |
| Finalista     | 4.  | 21 marca 1993        | Miami                          | Twarda          | Patrick McEnroe     | Richard Krajicek Jan Siemerink      | 7:6, 4:6, 6:7       |
| Zwycięzca     | 3.  | 16 maja 1993         | Coral Springs                  | Ceglana         | Patrick McEnroe     | Paul Annacone Doug Flach            | 6:4, 6:3            |
| Zwycięzca     | 4.  | 13 czerwca 1993      | Rosmalen                       | Trawiasta       | Patrick McEnroe     | David Adams Andriej Olchowski       | 7:6, 1:6, 6:4       |
| Zwycięzca     | 5.  | 3 października 1993  | Bazylea                        | Twarda (hala)   | Byron Black         | Brad Pearce Dave Randall            | 3:6, 7:5, 6:3       |
| Zwycięzca     | 6.  | 10 października 1993 | Tuluza                         | Twarda (hala)   | Byron Black         | David Prinosil Udo Riglewski        | 7:5, 7:6            |
| Zwycięzca     | 7.  | 24 października 1993 | Wiedeń                         | Dywanowa (hala) | Byron Black         | Mike Bauer David Prinosil           | 6:3, 7:6            |
| Zwycięzca     | 8.  | 7 listopada 1993     | Paryż                          | Dywanowa (hala) | Byron Black         | Tom Nijssen Cyril Suk               | 4:6, 7:5, 6:2       |
| Finalista     | 5.  | 9 stycznia 1994      | Oʻahu                          | Twarda          | Alex O’Brien        | Tom Nijssen Cyril Suk               | 4:6, 4:6            |
| Finalista     | 6.  | 30 stycznia 1994     | Australian Open, Melbourne     | Twarda          | Byron Black         | Jacco Eltingh Paul Haarhuis         | 7:6, 3:6, 4:6, 3:6  |
| Finalista     | 7.  | 6 lutego 1994        | San Jose                       | Twarda (hala)   | Byron Black         | Rick Leach Jared Palmer             | 6:4, 4:6, 4:6       |
| Zwycięzca     | 9.  | 13 lutego 1994       | Memphis                        | Twarda (hala)   | Byron Black         | Jim Grabb Jared Palmer              | 7:6, 6:4            |
| Finalista     | 8.  | 13 marca 1994        | Indian Wells                   | Twarda          | Byron Black         | Grant Connell Patrick Galbraith     | 5:7, 3:6            |
| Zwycięzca     | 10. | 5 czerwca 1994       | French Open, Paryż             | Ceglana         | Byron Black         | Jan Apell Jonas Björkman            | 6:4, 7:6            |
| Zwycięzca     | 11. | 31 lipca 1994        | Toronto                        | Twarda          | Byron Black         | Patrick McEnroe Jared Palmer        | 6:4, 6:4            |
| Finalista     | 9.  | 9 października 1994  | Sydney                         | Twarda (hala)   | Byron Black         | Jacco Eltingh Paul Haarhuis         | 4:6, 6:7            |
| Finalista     | 10. | 16 października 1994 | Tokio                          | Dywanowa (hala) | Byron Black         | Grant Connell Patrick Galbraith     | 3:6, 6:3, 4:6       |
| Finalista     | 11. | 6 listopada 1994     | Paryż                          | Dywanowa (hala) | Byron Black         | Jacco Eltingh Paul Haarhuis         | 6:3, 6:7, 5:7       |
| Zwycięzca     | 12. | 26 lutego 1995       | Filadelfia                     | Dywanowa (hala) | Jim Grabb           | Jacco Eltingh Paul Haarhuis         | 7:6, 6:7, 6:3       |
| Zwycięzca     | 13. | 16 kwietnia 1995     | Tokio                          | Twarda          | Mark Knowles        | John Fitzgerald Anders Järryd       | 6:3, 3:6, 7:6       |
| Zwycięzca     | 14. | 28 maja 1995         | Bolonia                        | Ceglana         | Byron Black         | Libor Pimek Vince Spadea            | 7:5, 6:3            |
| Finalista     | 12. | 18 lutego 1996       | San Jose                       | Twarda (hala)   | Richey Reneberg     | Trevor Kronemann David Macpherson   | 4:6, 6:3, 3:6       |
| Zwycięzca     | 15. | 28 kwietnia 1996     | Seul                           | Twarda          | Rick Leach          | Kent Kinnear Kevin Ullyett          | 6:4, 6:4            |
| Zwycięzca     | 16. | 10 listopada 1996    | Sztokholm                      | Twarda (hala)   | Patrick Galbraith   | Todd Martin Chris Woodruff          | 7:6, 6:4            |
| Finalista     | 13. | 12 stycznia 1997     | Auckland                       | Twarda          | Rick Leach          | Ellis Ferreira Patrick Galbraith    | 4:6, 6:4, 6:7       |
| Finalista     | 14. | 23 lutego 1997       | Memphis                        | Twarda (hala)   | Rick Leach          | Ellis Ferreira Patrick Galbraith    | 3:6, 6:3, 1:6       |
| Finalista     | 15. | 12 października 1997 | Singapur                       | Dywanowa (hala) | Rick Leach          | Mahesh Bhupathi Leander Paes        | 4:6, 4:6            |
| Finalista     | 16. | 26 października 1997 | Stuttgart                      | Dywanowa (hala) | Rick Leach          | Todd Woodbridge Mark Woodforde      | 3:6, 3:6            |
| Finalista     | 17. | 2 listopada 1997     | Paryż                          | Dywanowa (hala) | Rick Leach          | Jacco Eltingh Paul Haarhuis         | 2:6, 6:7            |
| Zwycięzca     | 17. | 23 listopada 1997    | Doubles Championship, Hartford | Dywanowa (hala) | Rick Leach          | Mahesh Bhupathi Leander Paes        | 6:3, 6:4, 7:6       |
| Finalista     | 18. | 29 marca 1998        | Miami                          | Twarda          | Alex O’Brien        | Ellis Ferreira Rick Leach           | 2:6, 4:6            |
| Finalista     | 19. | 18 czerwca 2000      | Londyn                         | Trawiasta       | Eric Taino          | Todd Woodbridge Mark Woodforde      | 7:6(5), 3:6, 6:7(1) |
| Zwycięzca     | 18. | 27 sierpnia 2000     | Long Island                    | Twarda          | Kevin Ullyett       | Jan-Michael Gambill Scott Humphries | 6:4, 6:4            |
| Finalista     | 20. | 25 lutego 2001       | Memphis                        | Twarda (hala)   | Alex O’Brien        | Bob Bryan Mike Bryan                | 3:6, 6:7(3)         |
| Finalista     | 21. | 4 marca 2001         | San Jose                       | Twarda (hala)   | Jan-Michael Gambill | Mark Knowles Brian MacPhie          | 3:6, 6:7(4)         |
| Zwycięzca     | 19. | 26 sierpnia 2001     | Long Island                    | Twarda          | Kevin Ullyett       | Leoš Friedl Radek Štěpánek          | 6:1, 6:4            |